# Euryale de Jesus Zerbini
Euryale de Jesus Zerbini (Guaratinguetá, 13 de janeiro de 1908- 28 de outubro de 1982) foi um general-de-brigada do Exército Brasileiro, irmão do médico Euríclides de Jesus Zerbini e de Eurydice Pereira Leite, Eurypedes Rubens Zerbini e Eunice Zerbini Viariz. Era casado com Teresinha de Godoi, uma das líderes do movimento pela anistia, com quem teve dois filhos - a advogada Eugênia Cristina e o engenheiro Euryale Jorge.

## Carreira até e durante o golpe
Participou da Revolução Constitucionalista do lado paulista. Foi comandante em Caçapava, Quitaúna, e da divisionária de Lorena. Em 9 de janeiro de 1964 assumiu seu último comando, a Infantaria Divisionária da 2a Divisão de Infantaria. Sendo leal a João Goulart, era elemento fundamental no II Exército, em São Paulo, do "dispositivo militar" do Presidente - os comandantes de confiança deixados em altos postos para assegurar ao governo o Exército. No momento do golpe militar de 1964 ainda era recém-chegado em sua posição, mas conhecia dois coronéis comandando Regimentos de Infantaria (RI) no Vale do Paraíba: Lacerda, antigo aluno, do 5o, e Sousa Lobo, companheiro de revolução, do 6o.
Na Semana Santa de março de 1964, estava em Campos do Jordão. Na terça-feira seguinte, dia 31, ouviu após o almoço da rebelião de Mourão Filho em Minas Gerais, e às 16:00 foi chamado a uma reunião pelo comandante do II Exército, Amauri Kruel, na qual estariam todos os generais, incluindo seu superior, Aluísio de Miranda Mendes, da 2a DI. Não chegou a participar: na entrada, foi interpelado por um major que lhe pediu que se encontrasse com o general Aluísio. Eram 18:30-19:00. Na casa de Aluísio, na avenida Brigadeiro Luís Antônio, Zerbini foi perguntado de sua posição, e declarou-se legalista, fiel à ordem constitucional, contrário ao levante em Minas Gerais e disposto a prender Kruel se ele aderisse ao golpe. De mesma opinião, Aluísio o enviou a seu quartel em Caçapava para controlar as forças no Vale do Paraíba -os dois regimentos de infantaria e um batalhão de engenharia de combate- e se necessário poder deslocar-se tanto ao Rio de Janeiro quanto a São Paulo.
Saindo, viu sua casa cercada pela Guarda Civil e Força Pública, mas seguiu adiante e chegou a Caçapava às 21:00. Encontrando-se com Sousa Lobo e telefonando a Lacerda, tomou para si o Vale do Paraíba e deu ordens preventivas. O 5o RI formaria na direção de Itajubá, onde estava um batalhão de engenharia mineiro, e ao túnel da via Dutra. O 6o iria na direção de Campos do Jordão e na ponte sobre o Paraíba à altura de Jacareí. Seus regimentos deram resposta: fizeram reconhecimento, não encontraram nada anormal, o batalhão em Itajubá estava no quartel, e eles, também, estavam de prontidão nos quartéis. Enquanto isso, tentava falar com Aluísio, mas só conseguiu às 22:30. Seu comandante exigiu em nome de Kruel que retornasse a São Paulo, mas ele recusou e a ligação foi suspensa. A esta hora a reunião, com sua ausência notável, prosseguia em São Paulo e Kruel estava prestes a aderir ao levante.
Zerbini expôs sua situação às 23:00 ao chefe da Casa Militar, Assis Brasil, que o ligara: estava em boa posição, os comandantes eram obedientes, mas seria derrotado se a totalidade do II Exército se sublevasse. Assis Brasil o prometeu à sua disposição um reforço vindo do Rio de Janeiro, o Grupamento de Unidades-Escola (GUEs), incluindo blindados. Em outra conversa, com o próprio Presidente, declarou que não sabia a posição de Kruel em São Paulo. Pouco depois a adesão aberta do II Exército ao golpe se concretizava, e suas forças convergiam pela via Dutra na direção do Rio de Janeiro.
Ao longo da madrugada o controle no Vale do Paraíba escapou de suas mãos. As ordens diretas de Kruel chegaram aos regimentos de Zerbini, que o rejeitaram e se juntaram à marcha. À 01:00 do 1o de Abril telefonou ao 5o Regimento de Infantaria e descobriu que o quartel estava vazio e o regimento saíra em caminhões. Enviou uma patrulha motorizada para esclarecer a situação, mas ela não lhe forneceu nenhuma informação. Já Sousa Lobo, do 6o, o telefonou às 06:00 para informá-lo que seguia a Resende. A noite era de pouco contato: não conseguia falar com seu comandante da 2a DI. Uma de suas poucas conversas foi com o comandante da zona aérea de São Paulo, que não pôde aterrissar em Caçapava pelo tempo tempestuoso. Sua única chance era o reforço, mas ainda não chegara (só partiria de manhã), e assim, buscava agora atrasar a marcha do II Exército.
Entre as 06:00 e as 07:00 conseguiu contato com a esposa de Aluísio, descobrindo que ele avançava a Resende junto com o esquadrão de Reconhecimento Mecanizado. Seguiu na direção de seu comandante, encontrando-o a 2 km de Caçapava, entre Caçapava e São José dos Campos. Aluísio declarou-se aderido ao golpe mas concordou em levá-lo a Resende, de onde poderia seguir ao Rio de Janeiro. Em Caçapava Zerbini ainda escreveu uma carta esclarecendo seus motivos a Kruel.
Chegando em Resende à tarde, foi convidado pelo 1o Tenente José Pordeus Maia a um cafezinho com o comandante da Academia Militar de Agulhas Negras, o general Médici. O tenente o arrastou a um elevador e o levou à sala do comandante, onde foi preso, isto é, impedido de sair do prédio. A esta hora Médici já tinha se aliado a Kruel e aderido ao golpe, desde cedo na manhã posicionando seus cadetes na Via Dutra para resistir ao avanço do GUEs que vinha do Rio de Janeiro.
Na Academia soube da vinda do comandante do I Exército do Rio de Janeiro, o general Âncora, e o esperou no salão onde estavam cerca de 200 oficiais. Quando ele chegou, às 15:00, Zerbini lhe pediu um comando para prosseguir a resistência, mas ouviu que Goulart não estava no Rio de Janeiro e nem era mais Presidente, o governo estava acéfalo e ele não tinha mais o que fazer. O próximo a chegar foi Kruel, às 18:00, para negociar com Âncora. Kruel negou ter recebido a carta de Zerbini e combinou que se encontrassem no seu QG em São Paulo no dia seguinte para esclarecer a situação.
Zerbini passou a noite do dia 1o ao 2o em Caçapava, e na madrugada foi ao Campo de Marte em busca de um vôo ao Rio Grande do Sul, onde ainda havia resistência. Porém ouviu de seu comandante que a base estava cercada e sem aviões. No rádio, ambos ouviram que Goulart havia deixado Porto Alegre e o governo. Sem outra opção, encontrou-se com Kruel, que lhe falou da conversa que teve com Goulart na noite do dia 31, exigindo seu rompimento com a esquerda, e ordenou que esperasse em sua casa.

## Após o golpe
No dia 3 foi chamado ao Ministério da Guerra, e chegando ao Rio de Janeiro à meia-noite, apresentou-se na manhã do dia 4 ao novo Ministro, Costa e Silva, que o direcionou ao I Exército. Lá foi informado de sua prisão e direcionado ao Forte de Copacabana, onde permaneceu por 45 dias. Foi o primeiro na lista dos militares que perderam seus direitos políticos por 10 anos pelo Ato Institucional n.o 1 e logo reformado.
Á Comissão Nacional da Verdade sua filha Eugênia depôs que em fevereiro de 1970 foi violentada na sede da Operação Bandeirantes ao levar roupas para a mãe, que estava detida ali.
Faleceu de rompimento da veia aórtica.
A estrada SP-66 antiga Rio-São Paulo recebe em um dos seus trechos, o nome de Rodovia General Euryale de Jesus Zerbini. Guaratinguetá, sua terra natal, também lembrou o militar dando o seu nome a uma das ruas da cidade. Os municípios de São Paulo e Jacareí também homenagearam o general Zerbini.